# Yann Guilhem
Pour les articles homonymes, voir Guilhem.
Yann Guilhem, né le 16 février 1969 à Châtenay-Malabry, est un pongiste handisport français.

## Carrière
Yann Guilhem est double médaillé paralympique, remportant la médaille d'or par équipes classe 3 aux Jeux paralympiques d'été de 2008 à Pékin et la médaille de bronze par équipes classe 3 aux Jeux paralympiques d'été de 2012 à Londres.
Il est également champion du monde par équipes en 2006 et 2010 et champion d'Europe par équipes en 2007 et 2009.